# Rosa Albach-Retty
Pour les articles homonymes, voir Albach et Retty.
Rosa Albach-Retty, née à Hanau en Allemagne, le 26 décembre 1874 et morte à Baden en Autriche, le 26 août 1980 , est une comédienne autrichienne, grand-mère de l'actrice Romy Schneider.

## Biographie
Rosa Clara Franziska Helene Retty naît le 26 décembre 1874 à Hanau en Hesse. Son père d'origine hongroise est (de) Rudolf Retty (de) (1845 à Lübeck - 1913 à Leipzig), acteur et réalisateur allemand, et son grand-père Adolf Retty (de) (1821 à Königsberg en Prusse - 1885 à Hambourg) était enseignant et parfois acteur.

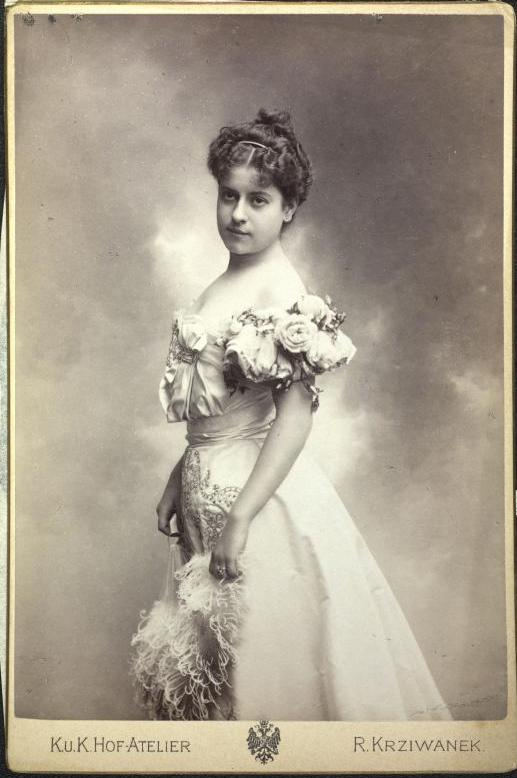
Rosa Retty vers la fin du

Elle étudie au théâtre Lessing et au Deutschen Volkstheater à Vienne. En 1891, elle obtient son premier engagement stable au Deutsches Theater de Berlin. En 1903, elle entre au prestigieux Wiener Burgtheater comme membre permanent et obtient le titre de comédienne de Cour en 1928 ; des décennies durant, elle sert les plus grands auteurs,.
Elle épouse le 4 décembre 1899 un officier impérial, Karl Albach, dont elle accole le nom au sien, se faisant appeler dorénavant Rosa Albach-Retty. Son mari renonce par amour à sa carrière militaire et devient par la suite avocat puis comédien.
En 1930, Rosa fait sa première apparition cinématographique - sans abandonner le théâtre - quand elle est engagée avec la jeune Hedy Lamarr par le réalisateur allemand Georg Jacoby pour tourner le film Geld auf der Strasse.

### Liens avec le nazisme
La proximité de Rosa Albach-Retty avec le régime nazi est bien documentée ; elle et son mari soutiennent des membres des SS, elle est membre du Front patriotique et comme des millions d'Allemandes, elle est une admiratrice avouée d'Hitler. Ses amitiés et sa célébrité lui permettent de faire partie de la (de) « Liste des privilégiés divins » des nationaux-socialistes, selon Goebbels, ainsi que son fils Wolf, membre de la SS depuis 1933, en tant qu'artistes au service de la propagande nazie.
Sa dernière apparition au cinéma sera pour le remake de 1955 Der Kongreß tanzt dirigé par Franz Antel. Elle quitte également le théâtre en 1958.

### Récompenses
Même après la guerre et la fin du régime nazi, et malgré sa compromission, elle ne perd rien de l'estime dans laquelle on la tient, comme le prouvent les récompenses qu'on lui offre après 1945.
En 1958, Rosa Albach-Retty reçoit la médaille Josef-Kainz de la ville de Vienne, prix décerné aux artistes les plus méritants ; elle est titulaire de la Croix d'honneur autrichienne pour la science et l'art de 1ère classe en 1963 ; un bâtiment municipal viennois porte son nom : le Rosa-Albach-Retty-Hof dans le 19e arrondissement de Döbling, construit dans les années 1970 ; à l'occasion du centenaire de l'artiste, le Kunsthistorisches Museum la ville de Vienne lui consacre une exposition spéciale en 1974 ; lui est également décernée la grande décoration en argent pour les services à la république d'Autriche, en 1977 ; Vienne lui offre une « tombe d'honneur », où les restes de son fils mort en 1967 seront transférés ainsi que ceux d'autres membres de leur famille, qui se trouve au cimetière central de Vienne (groupe 32 C, numéro 50).

### Descendance
Le fils de Rosa et Karl, Wolfgang Helmut Albach, deviendra également acteur sous le nom de Wolf Albach-Retty (1906-1967) et épousera la comédienne allemande Magda Schneider, de même que leur petite-fille Rosemarie Albach sous le nom de Romy Schneider et que leur arrière-petite-fille, Sarah Biasini.

### Fin de vie
Rosa Albach-Retty décède le 26 août 1980 à Baden, en Autriche, à l'âge de cent cinq ans, un âge incroyable pour l’époque, peu de temps après avoir publié son autobiographie faite des souvenirs de sa longue vie mouvementée So kurz sind 100 Jahre (Si courts sont cent ans) pour son centième anniversaire, enregistrée en 1978 par Gertrud Svoboda-Srncik.

## Filmographie
- 1930 : Geld auf der Straße
- 1935 : Episode de Walter Reisch
- 1939 : Hotel Sacher
- 1939 : Maria Ilona
- 1941 : Dreimal Hochzeit
- 1942 : Die Heimliche Gräfin
- 1942 : Aimé des dieux (Wen die Götter lieben) de Karl Hartl
- 1943 : Wien 1910
- 1948 : The Mozart Story
- 1951 : Der Alte Sünder
- 1951 : Wenn eine Wienerin Walzer tanzt
- 1951 : Maria Theresia de Emil-Edwin Reinert
- 1952 : Abenteuer in Wien de Emil-Edwin Reinert
- 1953 : Der Verschwender
- 1956 : Der Kongreß tanzt